# Lucky (песня Radiohead)
«Lucky» — песня британской рок-группы Radiohead, является одиннадцатым треком на альбоме OK Computer. Была выпущена в качестве сингла в декабре 1997 года, исключительно на территории Франции.

## История записи
В 1995 году Radiohead гастролировали в поддержку своего второго альбома — The Bends. На одном из концертов в Японии, гитарист Эд О’Брайен извлёк на своём инструменте интересный, высокий звук играя боем во время саундчека. Несколько недель спустя этот звук лёг в основу полноценной песни, которая вскоре стала полноценной частью сет-листа на их последующих шоу. В тот же период, продюсер Брайан Ино предложил группе поучаствовать в записи The Help Album — благотворительного сборника организованного фондом War Child для помощи жертвам войны на Балканах. Студийные сессии должны были проходить в течение одного дня, 4 сентября 1995, сам сборник должен был выпущен на той же неделе. Музыканты записали «Lucky» за пять часов под руководством продюсера Найджел Годрич. На тот момент, все участники группы считали, что это самая сильная песня в их творческом багаже.
Том Йорк о песне «Lucky»:
Все уже всё об этом знают: записана для War Child, была проигнорирована Radio One. Кто такая 'Сара'? Без понятия. Это просто мое любимое имя.
Песня представляет собой мелодичную балладу, которая начинается с медленного гитарного проигрыша и мягких, отдельных нот, в припеве преобразовываясь в гимноподобное крещендо. На всём протяжении песни Эд О’Брайен играет выше верхнего порожка гитары. Структура второго куплета повторяет первый, меняя только скорость бита ударных. После второго припева начинает звучать инструментальный отрезок, вплоть до окончания песни. Атмосферность песни усиливается за счёт использования хорового эффекта, созданного при помощи инструмента Mellotron M400.

## Список композиций
- CD-сингл (Франция)[8]

1. «Lucky» — 4:19
2. «Meeting in the Aisle» — 3:10
3. «Climbing Up the Walls» (Fila Brazillia Mix) — 6:24

## Участники записи
- Том Йорк — ведущий вокал, электрогитара, лэптоп, музыкальное программирование
- Джонни Гринвуд — электрогитара, меллотрон, орган
- Колин Гринвуд — бас-гитара, бас-синтезатор
- Эд О’Брайен — электрогитара, звуковые эффекты, ударные, вокал
- Фил Селуэй — ударные